# Meycauayan
Meycauayan (ufficialmente Meycauayan City) è una città componente delle Filippine, situata nella Provincia di Bulacan, nella Regione del Luzon Centrale.
Meycauayan è formata da 26 baranggay:
- Bagbaguin
- Bahay Pare
- Bancal
- Banga
- Bayugo
- Caingin
- Calvario
- Camalig
- Hulo
- Iba
- Langka
- Lawa
- Libtong

- Liputan
- Longos
- Malhacan
- Pajo
- Pandayan
- Pantoc
- Perez
- Poblacion
- Saluysoy
- Saint Francis (Gasak)
- Tugatog
- Ubihan
- Zamora